# Ката Лахтова
Ката Лахтова (Радовиш, 30. август 1924 - Скопље, 24. фебруар 1995) била је учесница Народноослободилачке борбе, друштвено-политичка радница СФР Југославије и СР Македоније.

## Биографија
Септембра 1944. године придружила се Народноослободилачкој борби, када је примљена у чланство Комунистичке партије Југославије. У НОБ-у је била политички комесар чете и заменик политичког секретара батаљона у Четвртој македонској бригади.
У свом дугогодишњем раду и деловању од ослобођења земље обављала је многе одговорне руководеће послове и функције у органима Републике и у друштвено-политичким организацијама.
- секретар Окружног комитета КПМ у Радовишу
- члан Управе за агитацију и пропаганду ЦК СКМ
- секретар Општинског комитета КПМ за Охрид
- секретар и председница Комисије за статутарна питања СКМ
- чланица Главног одбора Народног фронта Македоније
- председница Конференције за друштвену активност жена / Савеза женских друштава Македоније од 1952. до 1964.
- чланица Секретаријата савезног одбора за друштвени положај жена Југославије
- посланицца Собрања СРМ у Скупштини СФРЈ
- чланица Централног комитета СКМ од 1976. до 1980.
- председница Друштвено-политичког одбора Собрања и потпредседница Собрања СРМ од 1981. до 1984.
- председница Собрања СРМ од 28. априла 1984. до 25. априла 1985.[2]

Карактеристична за време у коме је деловала, Ката Лахтова је остала позната као велики борац за развој друштвено-политичког и економског живота, за изградњу друштва заснованог на самоуправним односима, за доминантну улогу радничке класе, а такође се залагала за развој и јачање братства и јединства, равноправности и заједништва народа и народности Македоније.
Својим радним, стручним и морално-политичким квалитетима и способностима тежила је примени и развоју колективног рада и одлучивања, остваривању личне и колективне одговорности, а испољила се као борац против антисоцијалистичких и антисамоуправних појава, као и против свих врста национализма, сепаратизма, шовинизма, иредентизма и осталог.